# Järnvägslinjen Forsmo–Hoting
Järnvägslinjen Forsmo–Hoting är en tvärbana mellan Inlandsbanan i Hoting och Stambanan genom övre Norrland i Forsmo. Sedan 1985 har järnvägen endast godstrafik.

## Historia
Efter ett riksdagsbeslut och anslag på 1 miljon kronor 1917 började järnvägen att byggas 1918 i dåvarande Statens Järnvägars (SJ) regi. Byggkostnaden fram till 1922 var nästan 8 miljoner kronor och det fanns anslag för 15,5 miljoner kronor. SJ startade godstrafik mellan Forsmo och Ådalsliden 1921 och hela sträckan invigdes 1925. Banan ansluter till Stambanan genom övre Norrland i Forsmo men den naturliga järnvägsknuten är Långsele någon mil längre söder ut där Ådalsbanan ansluter till stambanan. I Hoting ansluter banan till Inlandsbanan.
Persontrafiken på banan blev nedlagd 1985.
I samband med att flottningen upphörde på Ångermanälven år 1981 fick banan 20 tons axellast och i början på 1990-talet förbättrades bärigheten till 22,5 tons axellast för att tågen ifrån timmerterminalen i Hoting på Inlandsbanan med gods till industrierna vid kusten skulle bli effektivare.

## Nuläget
Hoting station förvaltas och bevakas av Inlandsbanan AB och den enda driftplatsen på banan som kan lokalbevakas (bemannas av tågklarerare) och där tågmöten därmed kan genomföras är Tågsjöberg.
För närvarande finns det endast godstrafik och de flesta tågen dras av godsbolaget Hector Rail med moderna diesellok från Vossloh.
Trafikverket satsade under 2011/2012 2 miljoner kronor på att rusta upp järnvägen mellan Forsmo och Hoting. Åtgärden var uppenbarligen helt otillräcklig då verket den 21 maj 2014 med omedelbar verkan stängde av banan för all trafik på grund av ett stort antal upptäckta spårfel. Inte förrän omkring den 1 november 2014 beräknas banan kunna återöppnas.
2013 Öppnades Fjällsjöterminalen i Backe. Här hanteras massaved för Domsjöfabriken vilket körs på banan av Inlandståget. Här lagras även sågtimmer för SCA vilket bevattnas och fraktas av Hector Rail alternativt  med lastbil. Fjällsjöterminalen kommer successivt att byggas ut för att utöka lagerkapaciteten dels kommer industrispåret att förlängas för att underlätta lastning och minska interna transporter. 
2013 öppnades även terminalen i Tåsjöberg för lastning av timmer till tåg.
Det finns en lokal förening Ådalslidens Järnvägsvänner som sporadiskt kör veterantåg på banan. Det finns även ett projekt i utvecklingsgruppen Fjällsjö Framtid om framtida turisttrafik på "Fjällsjöbanan" som de kallar järnvägslinjen Forsmo-Hoting (jämför Fjällsjöälven).

### Dramatiserad skildring
- Ackerlind, Karin I.M (2004). Johannes Stark. Xlibris. Libris 10205625. ISBN 9781413450255